# TT Assen 1951
De TT Assen 1951 was de vijfde race van het wereldkampioenschap wegrace-seizoen 1951. De races werden verreden op zaterdag 7 juli 1951 op Circuit van Drenthe vlak bij Assen. In deze Grand Prix bracht men slechts drie klassen aan de start: 500 cc, 350 cc en 125 cc.

## Algemeen
De TT van Assen trok in 1951 al 100.000 toeschouwers.

## 500cc-klasse
Geoff Duke won met de Norton Manx zijn derde Grand Prix op rij en vergrootte zijn voorsprong op Alfredo Milani flink. De strijd om de eerste plaats was niet spannend, die om de derde plaats wel: Enrico Lorenzetti won maar net van privérijder Johnny Lockett. 
| Pos | Coureur           | Merk       | Tijd      | Punten |
| --- | ----------------- | ---------- | --------- | ------ |
| 1   | Geoff Duke        | Norton     | 1:56"03'9 | 8      |
| 2   | Alfredo Milani    | Gilera     | +10'5     | 6      |
| 3   | Enrico Lorenzetti | Moto Guzzi | +1"51'8   | 4      |
| 4   | Johnny Lockett    | Norton     | +1"52"0   | 3      |
| 5   | Jack Brett        | Norton     | +2"44'1   | 2      |
| 6   | Len Perry         | Norton     | +1 ronde  | 1      |
| 7   | Arthur Wheeler    | Norton     |           |        |
| 8   | Lous van Rijswijk | Triumph    |           |        |
| 9   | Kees Fokke-Bosch  | Norton     |           |        |
| 10  | Nello Pagani      | Gilera     |           |        |
| 11  | Ray Amm           | Norton     |           |        |

| Coureur          | Merk       | Oorzaak    |
| ---------------- | ---------- | ---------- |
| Bill Doran       | AJS        |            |
| Fergus Anderson  | Moto Guzzi |            |
| Arciso Artesiani | MV Agusta  |            |
| Bruno Ruffo      | Moto Guzzi |            |
| Carlo Bandirola  | MV Agusta  |            |
| Sante Geminiani  | Moto Guzzi |            |
| Umberto Masetti  | Gilera     | Mechanisch |

| Coureur            | Merk       |
| ------------------ | ---------- |
| Ken Kavanagh       | Norton     |
| Benoît Musy        | Moto Guzzi |
| Willy Lips         | Norton     |
| Ernesto Vidal      | Norton     |
| Roger Montané      | Norton     |
| Ashley Len Parry   | Norton     |
| Cromie McCandless  | Norton     |
| Tommy McEwan       | Norton     |
| Tommy Wood         | Norton     |
| Manliff Barrington | Norton     |
| Reg Armstrong      | AJS        |

### Top tien tussenstand 500cc-klasse
| Pos | Coureur           | Merk       | Ptn |
| --- | ----------------- | ---------- | --- |
| 1   | Geoff Duke        | Norton     | 24  |
| 2   | Alfredo Milani    | Gilera     | 12  |
| 3   | Reg Armstrong     | AJS        | 9   |
| 4   | Fergus Anderson   | Moto Guzzi | 8   |
| 4   | Umberto Masetti   | Gilera     | 8   |
| 4   | Enrico Lorenzetti | Moto Guzzi | 8   |
| 7   | Tommy Wood        | Norton     | 6   |
| 7   | Bill Doran        | AJS        | 6   |
| 9   | Carlo Bandirola   | MV Agusta  | 5   |
| 10  | Arciso Artesiani  | MV Agusta  | 4   |
| 10  | Cromie McCandless | Norton     | 4   |
| 10  | Sante Geminiani   | Moto Guzzi | 4   |
| 10  | Johnny Lockett    | Norton     | 4   |

## 350cc-klasse
Geoff Duke scoorde niet in de 350cc-race, maar voor de stand boven in het kampioenschap maakte dat geen verschil, want ook Les Graham en Johnny Lockett, Cecil Sandford en Tommy Wood kwamen niet in de uitslagen voor. Daardoor profiteerde ook Velocette niet, want de eerste twee plaatsen gingen naar de AJS-rijders Bill Doran en Bill Petch. 
| Pos. | Coureur             | Merk      | Tijd      | Punten |
| ---- | ------------------- | --------- | --------- | ------ |
| 1    | Bill Doran          | AJS       | 1:44"18'1 | 8      |
| 2    | Bill Petch          | AJS       | +24'9     | 6      |
| 3    | Ken Kavanagh        | Norton    |           | 4      |
| 4    | Rod Coleman         | AJS       |           | 3      |
| 5    | Simon Sandys-Winsch | Velocette |           | 2      |
| 6    | Bob Matthews        | Velocette |           | 1      |

| Coureur    | Merk      | Oorzaak |
| ---------- | --------- | ------- |
| Bob Foster | Velocette | Gestopt |

| Coureur           | Merk       |
| ----------------- | ---------- |
| John Grace        | Norton     |
| Leonhard Faßl     | AJS        |
| Jack Raffeld      | Velocette  |
| Paul Fuhrer       | Velocette  |
| Fernando Aranda   | Moto Guzzi |
| Bill Lomas        | Velocette  |
| Cecil Sandford    | Velocette  |
| Geoff Duke        | Norton     |
| Jack Brett        | Norton     |
| Johnny Lockett    | Norton     |
| Les Graham        | Velocette  |
| Mick Featherstone | AJS        |
| Sid Mason         | Velocette  |
| Tommy Wood        | Velocette  |
| Reg Armstrong     | AJS        |

### Top tien tussenstand 350cc-klasse
| Pos | Coureur           | Merk      | Ptn |
| --- | ----------------- | --------- | --- |
| 1   | Geoff Duke        | Norton    | 16  |
| 2   | Les Graham        | Velocette | 14  |
| 3   | Johnny Lockett    | Norton    | 12  |
| 4   | Bill Petch        | AJS       | 10  |
| 4   | Bill Doran        | AJS       | 10  |
| 6   | Cecil Sandford    | Velocette | 9   |
| 7   | Tommy Wood        | Velocette | 8   |
| 8   | Bill Lomas        | Velocette | 6   |
| 9   | Reg Armstrong     | AJS       | 4   |
| 9   | Jack Brett        | Norton    | 4   |
| 9   | Mick Featherstone | AJS       | 4   |
| 9   | Ken Kavanagh      | Norton    | 4   |

## 125cc-klasse
Carlo Ubbiali viel met motorpech uit, maar voor Mondial was er geen man overboord want Gianni Leoni versloeg Morini-coureur Luigi Zinzani met groot gemak. Les Graham, door MV Agusta weggekocht bij AJS, scoorde zijn eerste punten met de MV Agusta 125 Bialbero, maar verder dan de derde plaats met bijna drie minuten achterstand kwam hij niet. De overleden Guido Leoni (geen familie van Gianni) stond postuum nog op de derde plaats, gedeeld met Cromie McCandless. 
| Pos | Coureur         | Merk      | Tijd    | Punten |
| --- | --------------- | --------- | ------- | ------ |
| 1   | Gianni Leoni    | Mondial   | 56"20'5 | 8      |
| 2   | Luigi Zinzani   | Morini    | +2"42'4 | 6      |
| 3   | Les Graham      | MV Agusta | +2"46'3 | 4      |
| 4   | Vittorio Zanzi  | Morini    | +2"47'4 | 3      |
| 5   | Franco Bertoni  | MV Agusta | +3"50'4 | 2      |
| 6   | Emilio Mendogni | Morini    | +8"44'8 | 1      |

| Coureur       | Merk    | Oorzaak |
| ------------- | ------- | ------- |
| Carlo Ubbiali | Mondial | Motor   |

| Coureur          | Merk    | Oorzaak |
| ---------------- | ------- | ------- |
| Guido Leoni      | Mondial | †       |
| Raffaele Alberti | Mondial | †       |

| Coureur               | Merk      |
| --------------------- | --------- |
| José Antonio Elizalde | Montesa   |
| José Maria Llobet     | Montesa   |
| Juan Soler Bultó      | Montesa   |
| Cromie McCandless     | Mondial   |
| Giuseppe Matucci      | MV Agusta |
| Nello Pagani          | Mondial   |
| Otello Spadoni        | Mondial   |
| Romolo Ferri          | Mondial   |

### Top tien tussenstand 125cc-klasse
| Pos | Coureur              | Merk      | Ptn |
| --- | -------------------- | --------- | --- |
| 1   | Carlo Ubbiali        | Mondial   | 12  |
| 1   | Gianni Leoni         | Mondial   | 12  |
| 3   | Guido Leoni (†)      | Mondial   | 8   |
| 3   | Cromie McCandless    | Mondial   | 8   |
| 5   | Vittorio Zanzi       | Morini    | 7   |
| 6   | Luigi Zinzani        | Morini    | 6   |
| 7   | Juan Soler Bultó     | Montesa   | 4   |
| 7   | Les Graham           | MV Agusta | 4   |
| 9   | Raffaele Alberti (†) | Mondial   | 3   |
| 9   | Nello Pagani         | Mondial   | 3   |

1925 · 1926 · 1927 · 1928 · 1929 · 1930 · 1931 · 1932 · 1933 · 1934 · 1935 · 1936 · 1937 · 1938 · 1939 · 1940–1945 · 1946 · 1947 · 1948 · 1949 · 1950 · 1951 · 1952 · 1953 · 1954 · 1955 · 1956 · 1957 · 1958 · 1959 · 1960 · 1961 · 1962 · 1963 · 1964 · 1965 · 1966 · 1967 · 1968 · 1969 · 1970 · 1971 · 1972 · 1973 · 1974 · 1975 · 1976 · 1977 · 1978 · 1979 · 1980 · 1981 · 1982 · 1983 · 1984 · 1985 · 1986 · 1987 · 1988 · 1989 · 1990 · 1991 · 1992 · 1993 · 1994 · 1995 · 1996 · 1997 · 1998 · 1999 · 2000 · 2001 · 2002 · 2003 · 2004 · 2005 · 2006 · 2007 · 2008 · 2009 · 2010 · 2011 · 2012 · 2013 · 2014 · 2015 · 2016 · 2017 · 2018 · 2019 · 2021 · 2022 · 2023 · 2024 · 2025